# Francolinus leucoscepus
Francolinus leucoscepus là một loài chim trong họ Phasianidae.

## Hình ảnh

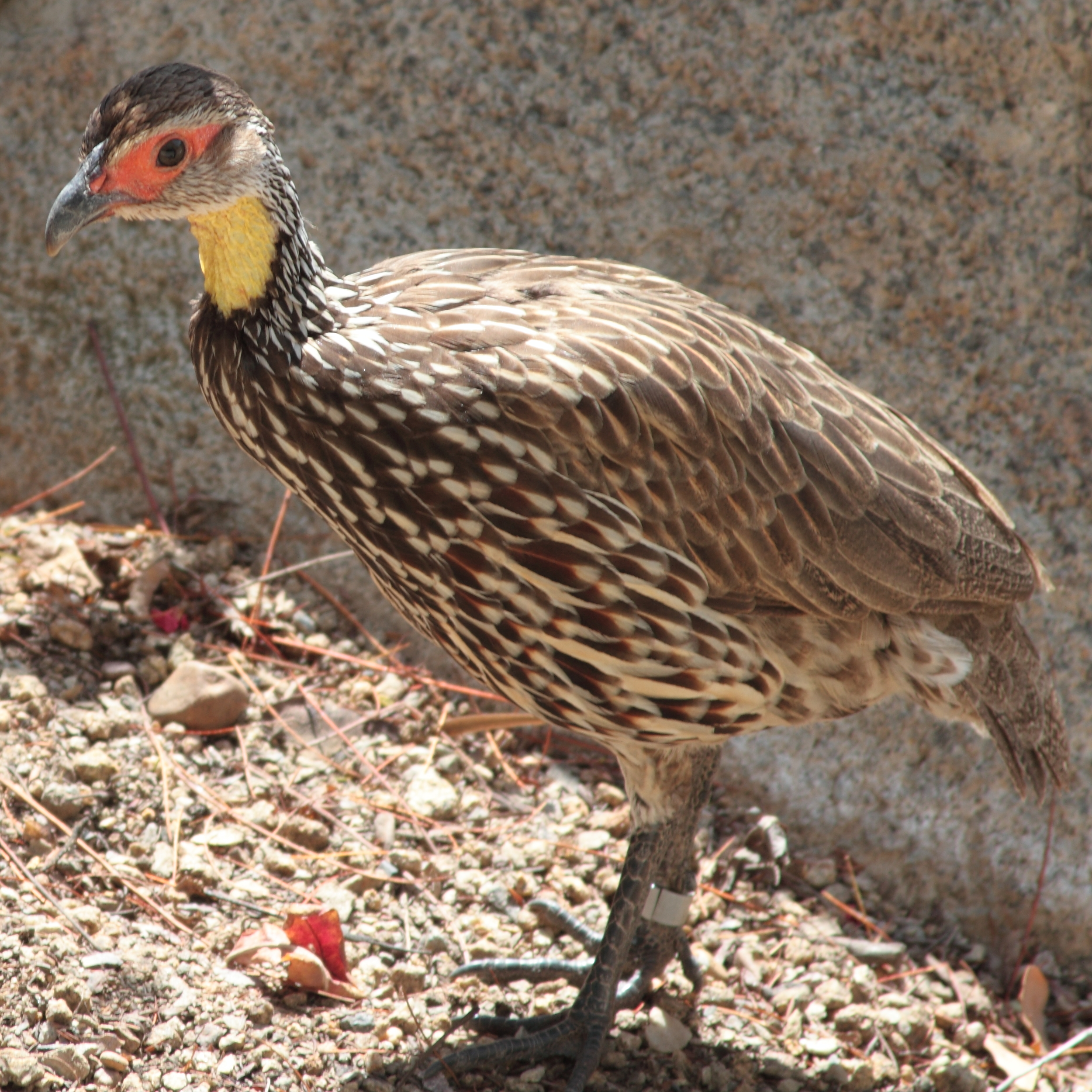
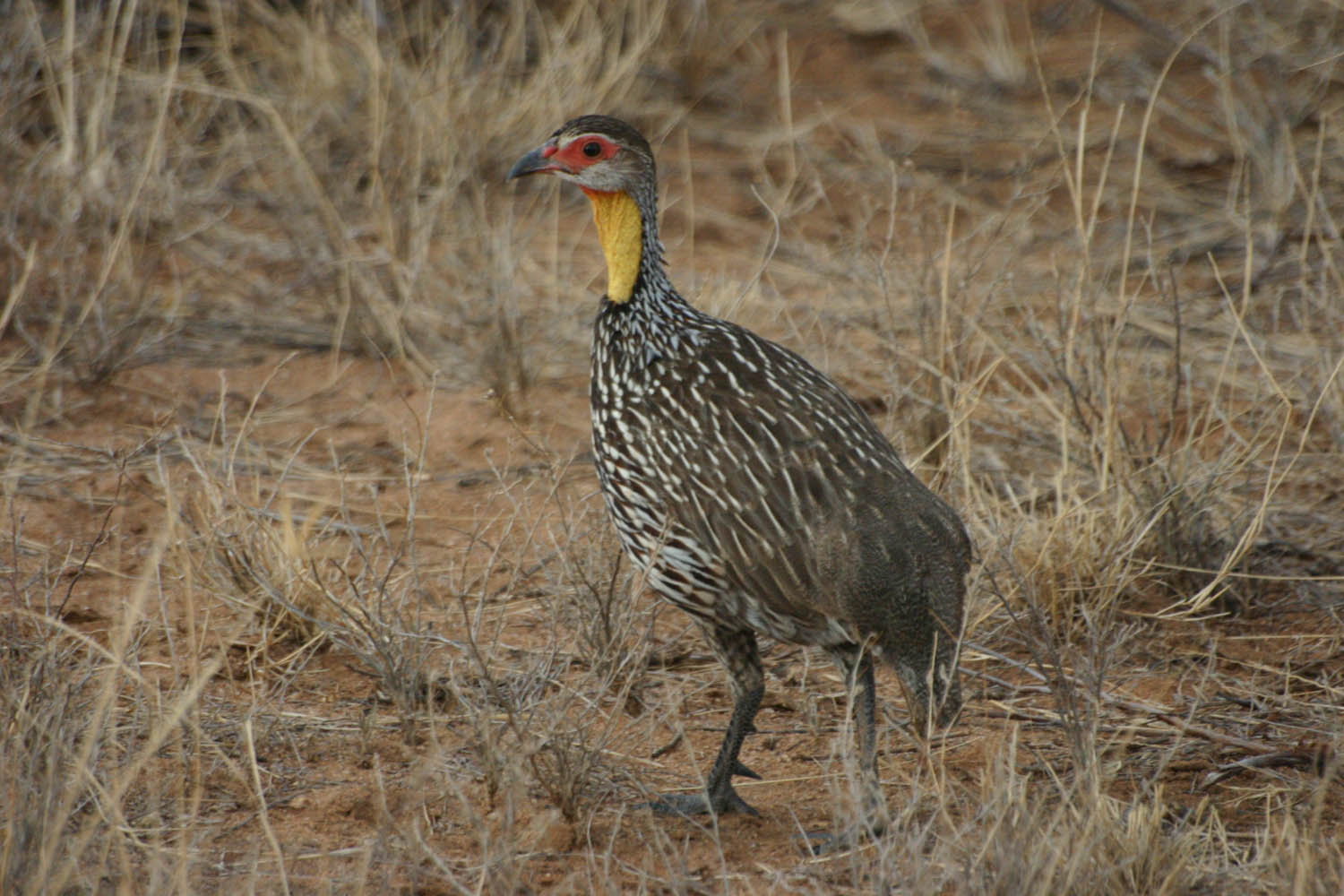
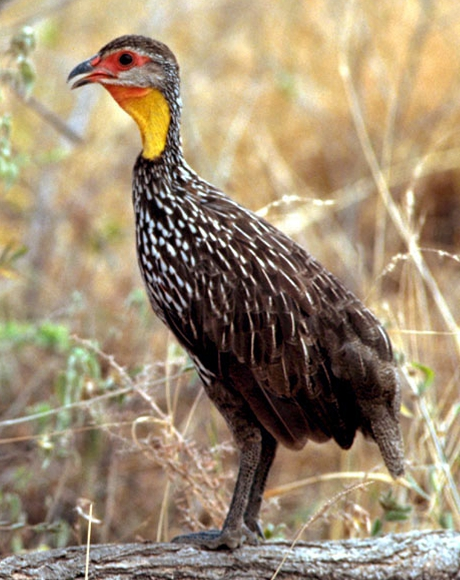
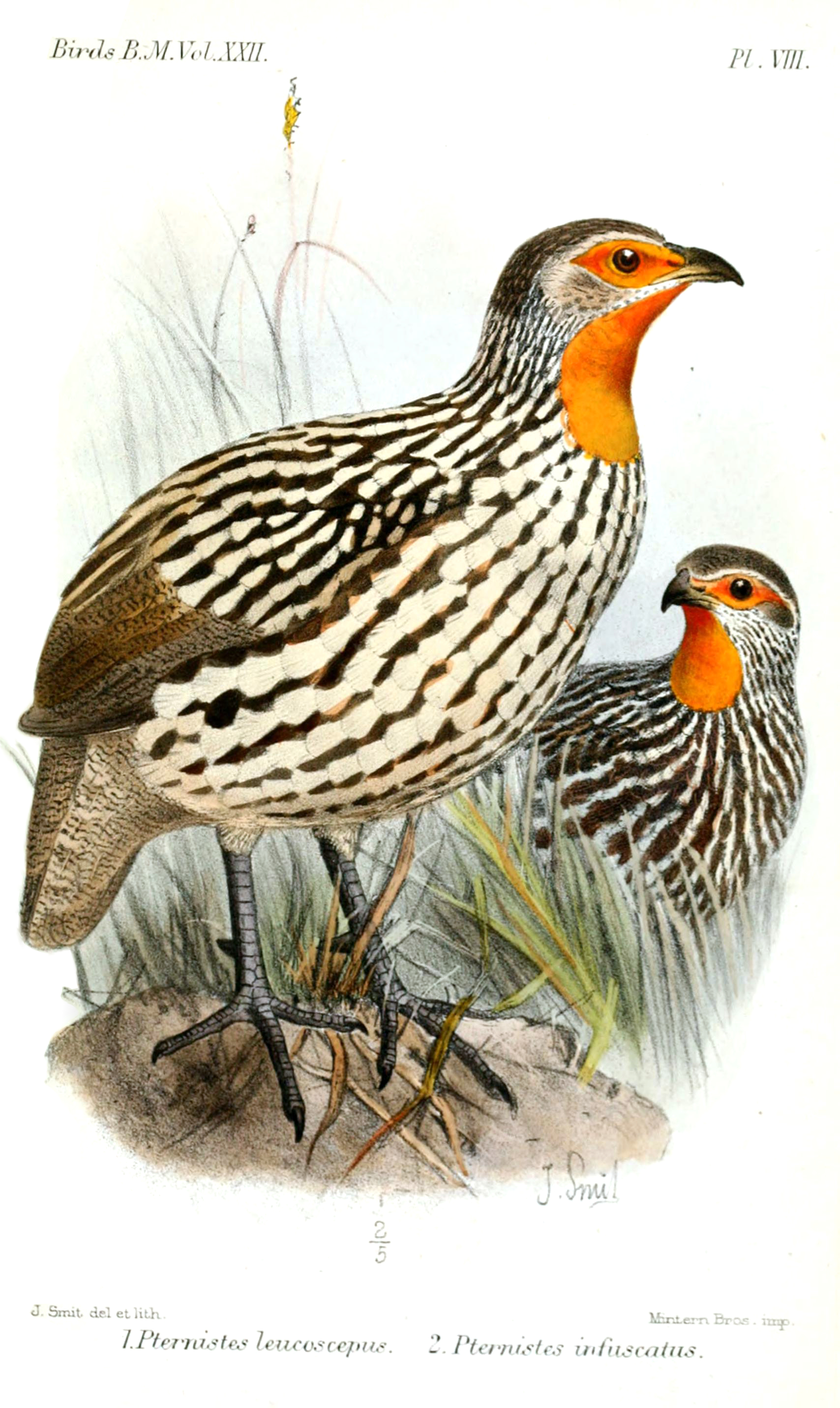
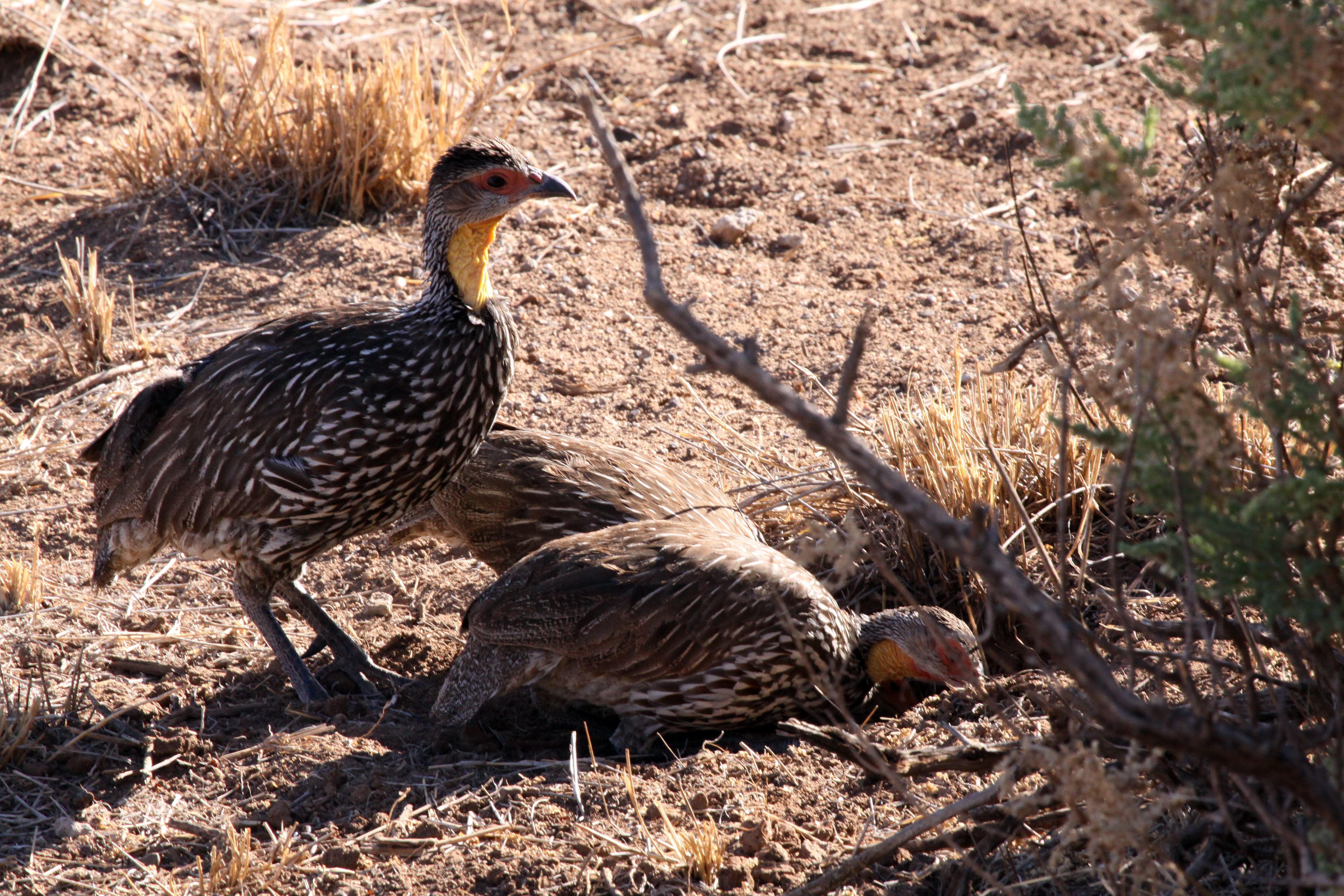